# Ponte Ferroviária Dangsan
A Ponte Ferroviária Dangsan (em coreano:  당산철교) é uma ponte situada sobre o rio Han, em Seul, Coreia do Sul. A ponte é usada exclusivamente pela Linha 2 do Metrô de Seul. Imediatamente ao lado sul da ponte está a estação Dangsan, em Yeongdeungpo-gu, que está em uma plataforma elevada. A estação Hapjeong, uma estação subterrânea em Mapo-gu, está localizada aproximadamente 600 metros ao norte da ponte.
Após o colapso parcial da Ponte Seongsu, todas as pontes de Seul foram reexaminadas por motivos de segurança e foi decidido que a Ponte Dangsan deveria ser retirada e reconstruída. Em meio à controvérsia, essa ponte foi fechada para reconstrução em 31 de dezembro de 1996, sendo concluída em 22 de novembro de 1999.